# Malte Arkona

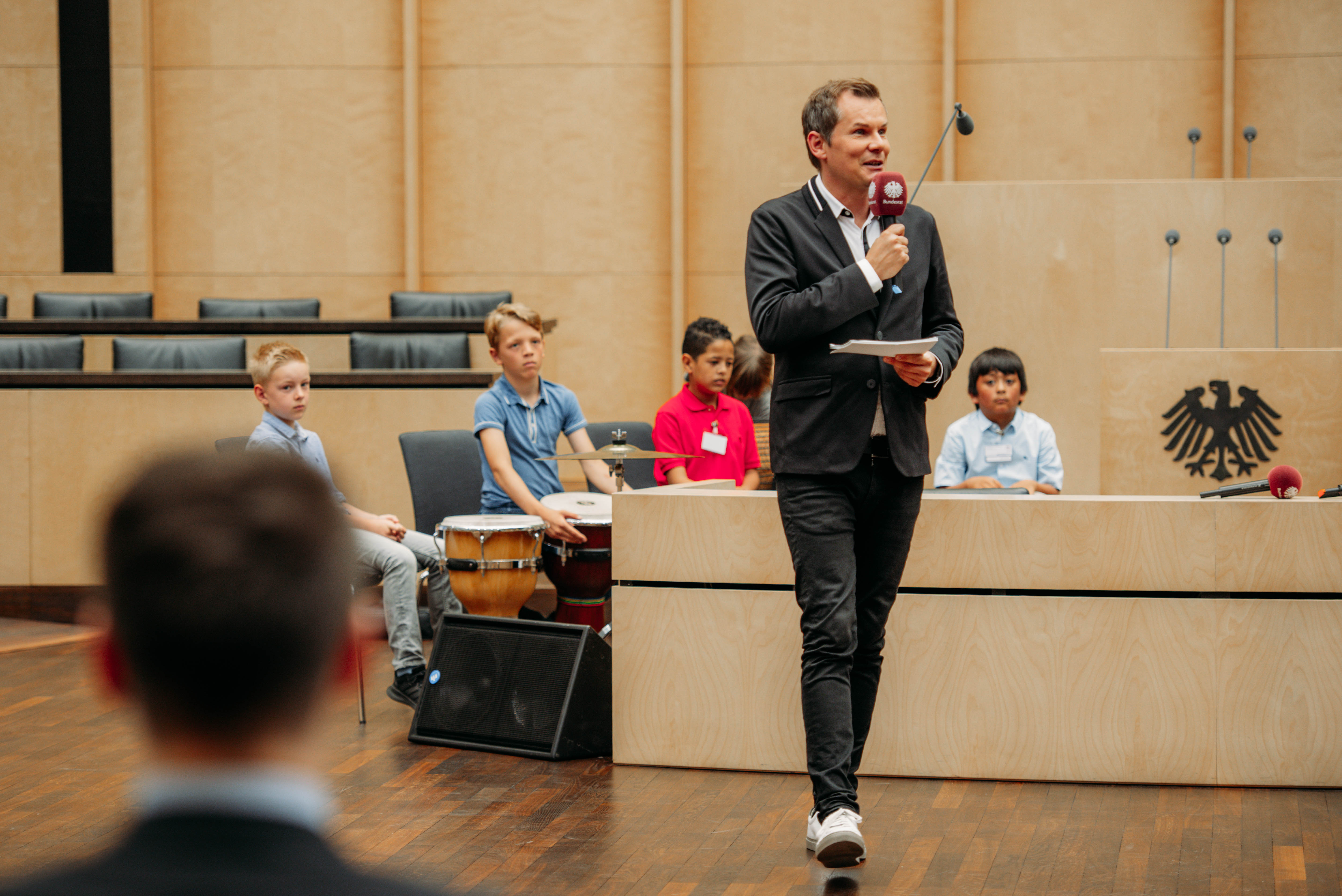
Malte Arkona bei der Verleihung des deutschen Schülerzeitungspreises 2019 im Sitzungssaal des Bundesrats.

Malte Arkona (* 1. Oktober 1978 in Hannover) ist ein deutscher Fernsehmoderator, Schauspieler, Synchronsprecher und Sänger.

## Leben
Arkona ist der Sohn von Hannes Arkona, einem ehemaligen Mitglied der Artrock-Band Eloy. Schon als Kind spielte Arkona Theater und trat am Neuen Theater Hannover und am Niedersächsischen Staatstheater auf. Er nahm Klavier- und Ballettunterricht sowie private Gesangsstunden bei Hanno Blaschke. 1998 schloss er seine Schulausbildung mit dem Abitur am Pestalozzi-Gymnasium in München ab. Danach leistete er Zivildienst an der Bayerischen Landesschule für Körperbehinderte. 
Malte Arkona hatte Gastauftritte in den Fernsehserien Marienhof und Aktenzeichen XY … ungelöst und kleine Theaterengagements (Staatstheater am Gärtnerplatz München). Außerdem sprach Arkona Radiowerbungen und synchronisierte Filme für den Fernsehsender ARTE. 2002 bekam Arkona ein Stipendium des bayerischen Richard-Wagner-Verbands.
Von November 2002 (on screen seit 22. März 2003) bis Dezember 2008 moderierte er (anfangs zusammen mit Pamela Großer und später mit Katharina Gast) die ARD-Sendung Tigerenten Club. Er moderierte das Stipendiatenkonzert des Bayerischen Richard-Wagner-Verbands 2003, die erste UNICEF Junior-Gala 2004 und weitere Veranstaltungen, u. a. beim ehemaligen Bundespräsidenten Johannes Rau.
2005 gewann er beim Deutschen Kinderfilm- und Fernsehfestival den „Goldenen Spatz“ als bester Moderator und saß in der Jury des internationalen Kinderfilmfestivals LUCAS in Frankfurt am Main. Er wurde zweimal beim Echo Klassik nominiert. Im Jahr 2006 ging Arkona zusammen mit Otto Waalkes auf Ice Age 2 – Jetzt taut’s-Kinotour und war Gast in zahlreichen Sendungen. Anfang 2007 sang er die Rolle des Papageno in Die Entdeckung der Zauberflöte, Musik  von Mozart, am Staatstheater am Gärtnerplatz in München.
Im SWR Fernsehen moderierte Arkona 2008–2010 die Sendung Fröhlicher Alltag, seit 2009 das Comedy-Magazin Was wäre, wenn? – Die Welt auf Schwäbisch und von 2009 bis 2010 die Quizsendung Schlauberger. 2009 übernahm er außerdem die Hauptmoderation der Kinder-Quizsendung Die beste Klasse Deutschlands im KiKA. Arkona war Mitglied im Rateteam der SWR-Ratesendung Ich trage einen großen Namen.
Neben der Tätigkeit als Fernsehmoderator ist Malte Arkona auch als Synchronsprecher tätig. So leiht er in der Serie Cosmic Quantum Ray der Figur Robbie seine Stimme. 2007 und 2008 synchronisierte Arkona die Hauptrolle Rick im Kinofilm Es war (k)einmal im Märchenland und den Tommy in Horton hört ein Hu!. Im Juli 2009 kam der Film Jasper, der Pinguin in die Kinos, in dem Arkona die gleichnamige Hauptrolle synchronisiert. 2013 lieh Arkona der Schnecke Turbo in Turbo – Kleine Schnecke, großer Traum seine Stimme und 2014 dem Hasen Rappel in Der kleine Medicus.
Außerdem spielt und singt er die Rolle des Fagin im Familienmusical Oliver von Lionel Barth in der Alten Kongresshalle München. Seit Winter 2011 übernimmt er in den Weihnachtsaufführungen von Humperdincks Märchenoper Hänsel und Gretel die Rolle der Hexe. Beides wird organisiert von Sarré Musikprojekte.
2013 begann er an der Eberhard Karls Universität Tübingen ein Studium der Kunstgeschichte. 2014 kehrte er als Moderator zum Tigerenten Club zurück, wo er die Sendung bis 2017 neben Muschda Sherzada präsentierte.
2016 moderierte er die RTL-Reality-Show Das Sommerhaus der Stars – Kampf der Promipaare.
Seit 2011 ist er verheiratet. Das Paar lebt in Berlin.

## Moderationen

### Ehemals/Einmalig
- 2003–2008, 2014–2017: Tigerenten Club (Das Erste)
- 2009: Die Welt auf Schwäbisch (SWR Fernsehen)
- 2009–2010: Schlauberger (SWR Fernsehen)
- 2008–2010: SWR auf Tour (SWR Fernsehen)
- 2008–2010: Fröhlicher Alltag (SWR Fernsehen)
- 2016: Das Sommerhaus der Stars – Kampf der Promipaare (RTL)
- 2009–2020: Die beste Klasse Deutschlands (ARD|KiKA)

## Preise
- 3fache Nominierung für den LEOPOLD 2015 (Verleihung 25. September 2015)
- ECHO Klassik 2015 für das Orchesterhörspiel Des Kaisers Nachtigall, Helbling Verlag (Esslingen)
- ECHO Klassik 2014 für das Orchesterhörspiel Der Feuervogel, Helbling Verlag (Esslingen)
- ECHO Klassik 2013 für das Orchesterhörspiel Na warte, sagte Schwarte, Coviello Classics (Darmstadt)
- Goldener Spatz 2015 als „Bester Moderator“
- Bayerischer Fernsehpreis 2006 an den Tigerenten Club